# Турчанинов, Игорь Александрович
Игорь Александрович Турчанинов (1928, Пенза — 1980, Москва) — советский геолог и горный инженер, директор Горного института КНЦ АН СССР (1962), член-корреспондент АН СССР (1979).

## Биография
Родился 15 июня 1928 года в городе Пенза.

### Образование
В 1936 году поступил в среднюю общеобразовательную школу в Москве.
В 1945 году поступил на подготовительное отделение, а через год в Московский горный институт (сегодня – Горный институт НИТУ «МИСиС»), который окончил в 1951 году. До 1954 года учился в аспирантуре на кафедре маркшейдерского дела и геодезии.
В 1954 году защитил кандидатскую диссертацию по теме «Сдвижение горных пород при подземной газификации углей подмосковного бассейна».

## Научная работа
В 1954—1959 годах работал во Всесоюзном научно-исследовательском институте подземной газификации углей. Совершал экспедиции в Среднюю-Азию.
В 1959—1961 годах работал старшим научным сотрудником Лаборатории горного дела Кольского филиала АН СССР. Изучал:
- Сдвижения горных пород и проявлений горного давления при разработке крутопадающих жил.
- Механические свойства руд и пород месторождений Кольского полуострова.
- Рациональные способы и параметры ведения буровзрывных работ на карьерах.

В 1961 году организовал и возглавил Лабораторию механики и горных пород в Горно-металлургическом институте Кольского филиала АН СССР.
В 1962—1980 годах — директор Института.
В 1970 году защитил докторскую диссертацию по теме «Вопросы управления горным давлением при подземной разработке месторождений Кольского полуострова».
Руководил научными направлениями:
- механика горных пород
- технология подземной и открытой разработки рудных месторождений
- рудничная аэрология (вентиляция)
- разрушение горных пород взрывом и новыми физическими методами
- строительство ответственных подземных сооружений
- комплексное обогащение многокомпонентных руд
- создание новых комбинированных схем и аппаратов для интенсификации обогащения минерального сырья.
- разработка методов и конструкций глубинных реперов для изучения процессов деформирования толщи горных пород.
- создание регионального атласа физических свойств горных пород Хибинского массива
- создание комплекса аппаратуры для определения напряженно-деформированного состояния пород в массиве.
- исследования по применению контурного взрывания при проходке выработок и подземных сооружений.
- всесоюзная программа работ по изучению микрофрагментов лунного грунта.

Скончался 14 июля 1980 года в Москве.

## Членство в организациях
- 1964—1979 — член Президиума Кольского филиала АН СССР
- 1979 — член-корреспондент АН СССР (избран 15 марта) — Отделение геологии, геофизики и геохимии по специальности «горные науки, разработка твердых полезных ископаемых».
- член Научного совета АН СССР по физико-техническим проблемам разработки полезных ископаемых
- член Научного совета по инженерной геологии и грунтоведению
- член Секции проблем литосферы Научного совета АН СССР по проблемам биосферы
- член Международной ассоциации инженерной геологии.
- в редколлеги журналов «Инженерная геология», «Физико-технические проблемы разработки полезных ископаемых».

## Награды и премии
- 1970 — Медаль «В ознаменование 100-летия со дня рождения Владимира Ильича Ленина»
- 1976 — Орден Трудового Красного Знамени
- 1976 — Золотая медаль ВДНХ
- 1989 — Лауреат государственной премии в области науки и техники, «за создание и внедрение методов управления горным давлением приподземной разработке рудных месторождений на основе исследований напряжённого состояния массива горных пород».